# Samira Ibrahim (activist)
Samira Ibrahim (Arabisch: سميرة إبراهيم) (Suhaj, 28 september 1986) is een Egyptisch activist, die bekend werd tijdens de Egyptische Revolutie van 2011. 
Nadat militairen haar martelden en ontmaagdden ging ze de juridische strijd aan tegen het leger, wat leidde tot het verbod op maagdelijkheidstesten in Egypte. Ze werd als nummer 20 geplaatst op de Time 100 van 2012,  een lijst van de meest invloedrijke mensen van dat jaar. Ze wordt bekritiseerd vanwege haar vijandige uitspraken over Joden en de Verenigde Staten.

## Biografie

### Achtergrond
Ibrahim werd geboren in een gezin van dissidenten. Haar vader, Ibrahim Muhammed Mahmud, is een openlijk islamist die langere tijd vastzat vanwege zijn politieke activisme. Kort voor de val van het Moebarak-regime, op 11 februari 2011, kwam hij vrij. Haar moeder is analfabeet en afkomstig uit een familie van dissidenten. Haar oom was ook een activist en zat nog langer vast dan haar vader.
Zelf was Ibrahim al jong politiek betrokken. Toen ze op de middelbare school zat, werd ze een keer door de staatsveiligheidsdienst verhoord nadat ze tijdens de schrijfklas had gespot nog nooit een leger- of regeringsleider te hebben gehoord die "boe tegen Israël" heeft geroepen. Ze was geschokt door de beschuldiging dat ze die zin in opdracht van haar vader of oom zou hebben geschreven. Toen ze zestien was, werd ze voor het eerst opgepakt voor politieke activiteiten. 
Rond 2008 begon ze met een studie rechten. Nadat ze werd opgepakt omdat ze meedeed aan een demonstratie van de 6 aprilbeweging, werd ze kort erop van de universiteit verwijderd.

### Gewelddadige ingreep van het leger
Op 9 maart 2011, ongeveer een maand na afloop van de Egyptische Revolutie die president Moebarak ten val bracht, deed ze mee aan een demonstratie op het Tahrirplein, die hard werd neergeslagen door het leger. Zij was een van zeventien vrouwen uit de 172 demonstranten die werden opgepakt. Ze werd aan haar haren meegesleept tot aan het Egyptisch Museum dat zich aan het rand van het plein bevindt. Omdat hierbij haar buik bloot werd getrokken, is ze tijdens latere protesten onder haar kleding een badpak gaan dragen.
In het museum werden zij en andere demonstranten gedurende zeven uur vastgebonden en gemarteld. Er werd water over hen heen gegooid en elektroshocks toegediend. Vervolgens werden ze in militaire bussen overgebracht naar Heikstep, een militaire gevangenis aan de rand van Caïro, waarbij ze onderweg voortdurend in het gezicht werden geslagen.
In  Heikstep werden de vrouwen gedwongen zich op te splitsen in twee groepen, maagden en niet-maagden, waarbij Ibrahim en zes anderen de eerste groep vormden. Vervolgens werden ze verplicht zich uit te kleden, terwijl ze door toekijkende soldaten werden gefilmd met hun mobiele telefoons. Vervolgens werd ze naar een aparte kamer gebracht, waar een man in legeruniform haar maagdenvlies onderzocht, door minutenlang de vagina met kracht binnen te dringen en vast te stellen of er bloed vrijkwam.
Vervolgens werd ze veroordeeld voor het aanvallen van autoriteiten, het deelnemen aan een bijeenkomst waar geen toestemming voor was gegeven en het overtreden van de avondklok. Na een aanhouding van vier dagen werd ze vrijgelaten en werd haar straf omgezet naar een jaar voorwaardelijk. Tijdens haar aanhouding voerden de militairen een onderzoek bij haar werkgever uit, een marketingbureau in Caïro waar ze algemeen manager was. De aanhouding had daardoor ook nog tot gevolg dat ze daar haar baan kwijtraakte.

### Juridische strijd
Terwijl ze de herinneringen van die dagen 's nachts steeds weer opnieuw beleefde, ondernam ze de in Egypte ongebruikelijke beslissing om het leger juridisch te vervolgen. Haar aanklachten waren voor marteling en verkrachting, vanwege het feit dat ze als burger door een militaire rechtbank was veroordeeld en het feit dat haar het recht op een advocaat was ontzegd. Een verdere rechtszaak spande ze aan tegen de man die de maagdelijkheidstest had uitgevoerd.
Ze was de enige vrouw in de groep die deze actie ondernam en stond er daarom relatief alleen voor. Verder werd haar zaak met veel ongeloof ontvangen, omdat mensen zich niet konden voorstellen dat het leger dergelijke testen uitvoerde. Sinds ze haar eerste zaak op 1 juli 2011 begon, ontving ze daarbovenop per telefoon bijna dagelijks doodsbedreigingen. Advocaten en mensenrechtenspecialisten schatten haar kansen in deze periode laag in. Vijf maanden later volgde niettemin de uitspraak van het Egyptische hof, dat de militairen de maagdelijkheidstesten dienden te staken. In maart 2012 werd de legerarts Ahmed Adel echter vrijgesproken van verkrachting. Desondanks werd hij wel schuldig bevonden aan "openbare onfatsoenlijkheid" en het "niet gehoorzamen van militaire bevelen."

## Waardering en kritiek

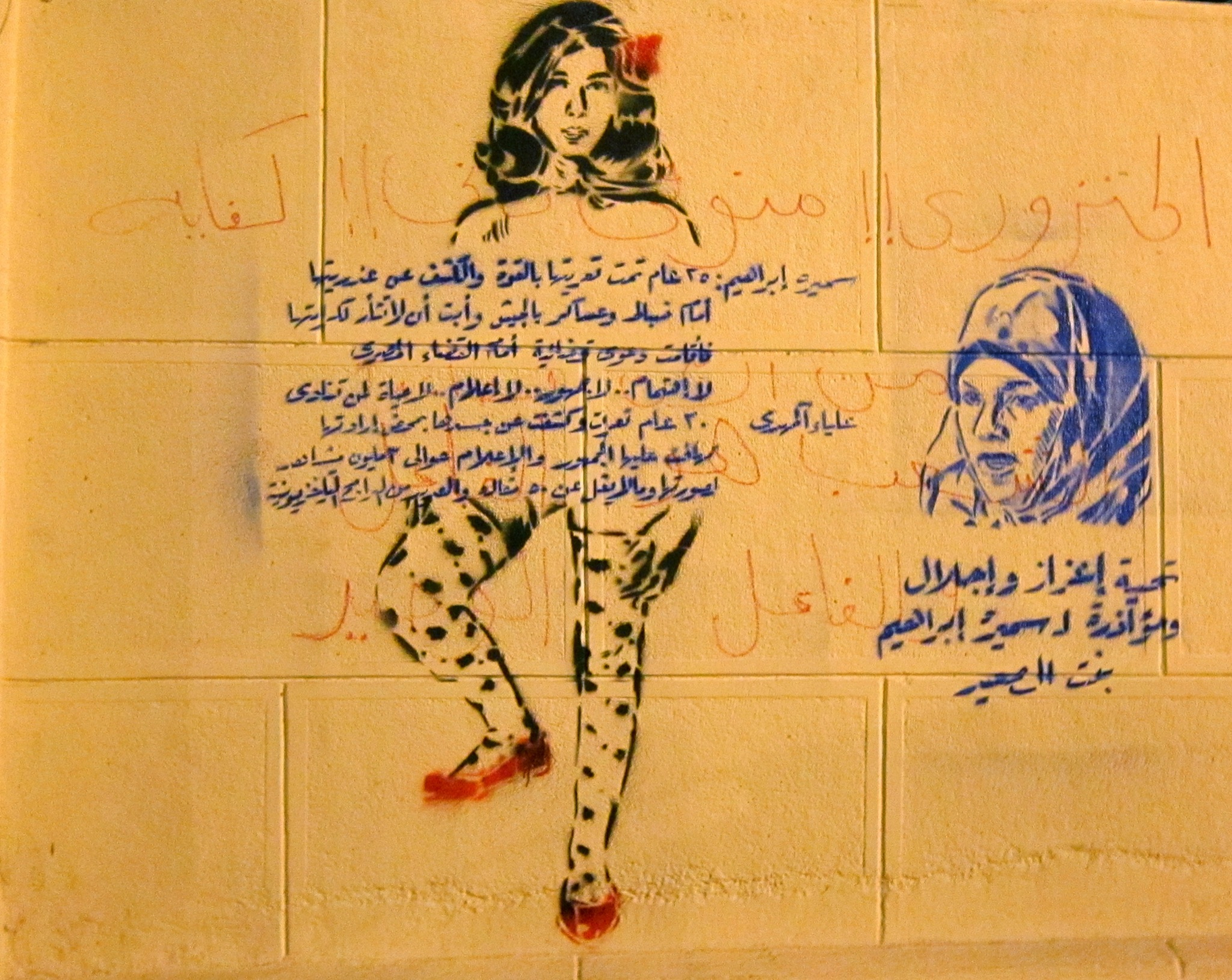
Muurschildering uit november 2011, uit steun voor haar alleenstrijd tegen het leger.

Een protestdemonstratie in november 2011 steunde haar met een muurschildering die uitgebreide bekendheid kreeg. De schildering, die haar alleenstrijd tegen het leger uitbeeldt, werd aangebracht op de woning van de toenmalige premier Essam Sharaf. De begeleidende tekst in het Arabisch luidt vertaald: "Een meisje poseert naakt op het internet en iedereen praat erover. Een ander meisje wordt onder dwang van militairen uitgekleed om een maagdelijkheidstest te ondergaan en niemand praat erover." Het andere meisje in de afbeelding is de activiste Aliaa Elmahdy.
In de top 100 van Meest invloedrijke mensen die Time jaarlijks uitbrengt, behaalde ze in 2012 de twintigste plaats, boven bekende namen als IMF-hoofd Lagarde, ayatolla Khamenei, en Israëls premier Netanyahu.
In 2013 zou ze samen met negen andere bloggers onderscheiden worden met de prestigieuze Women of Courage Award, die dat jaar door de Amerikaanse minister van buitenlandse zaken John Kerry en first lady Michelle Obama werden uitgereikt. Tegen die tijd kwamen echter verschillende teksten van haar weblog in het nieuws, zoals haar bejubeling van de bomaanslag op joden in Bulgarije in 2012, het uitmaken van Saoedische leiders voor "viezer dan de joden" en haar wenskreet tijdens de herdenking van 9/11 dat Amerika "elk jaar brandt". Toen deze prijs door dergelijke uitspraken aan haar neus voorbijging, verklaarde ze dat ze niet heeft willen wijken onder de druk van de "zionistische lobby in Amerika" door haar excuses aan te bieden voor haar "anti-zionistische uitlatingen".